# Киселёв, Фёдор Львович
Фёдор Львович Киселёв (28 декабря 1940 года — 4 февраля 2016 года) — советский и российский вирусолог, член-корреспондент РАН (2014; член-корреспондент РАМН с 2005), брат академика Льва Киселёва.

## Биография
В 1963 году окончил биолого-химический факультет МПГУ.
С 1963 года проходил обучение в аспирантуре Института вирусологии имени Д. И. Ивановского АМН СССР, где в 1966 году защитил кандидатскую диссертацию «Исследование вторичной структуры РНК вируса Сендай».
С 1966 по 1975 год работал в должности младшего научного сотрудника, затем старшего научного сотрудника того же института.
В феврале 1975 года защитил докторскую диссертацию «Молекулярно-биологическое исследование экспрессии генома онкорнавирусов», и в августе 1975 года пришёл на работу в ОНЦ АМН СССР, где в 1978 году возглавил лабораторию молекулярной биологии вирусов, позднее — отдел трансформирующих генов опухолей НИИ канцерогенеза.
Автор более 300 публикаций, в том числе пионерских работ в области молекулярной онковирусологии; считается одним из основоположников молекулярной онкологии в СССР. Большую известность принесли его работы по исследованию вирусных онкогенов и онковирусов, по изучению вирусов папиллом человека, опубликованные в ведущих международных журналах.
Урна с прахом захоронена на Новодевичьем кладбище рядом с отцом и братом (6 участок).

## Семья[1]
Отец — Лев Зильбер — советский иммунолог и вирусолог.
Дядя — Вениамин Каверин — русский советский писатель.
Брат — Лев Киселёв — советский и российский молекулярный биолог и биохимик.